# 홍봉한
홍봉한(洪鳳漢, 1713년 ~ 1778년)은 조선 말기의 대신으로, 혜경궁 홍씨의 아버지이며 장헌세자(사도세자)의 장인이다.
딸이 세자빈으로 뽑힌 이듬해인 1744년 문과에 급제한 뒤 사관이 되었다. 그 뒤 여러 벼슬을 거쳐 광주 부윤·어영대장 등을 지내고 좌의정, 영의정에 이르렀다. 1761년(영조 37년) 세자의 평양 원유사건으로 이천보, 민백상 등이 갑자기 의문의 최후를 맞이하자 일약 승진, 우의정에 발탁되었다. 그 뒤 영의정에 재직 중 사위인 사도세자를 영조의 명을 받아 뒤주에 가두어 처형한 인물이다.
영조의 탕평책에 부응하여 당쟁의 폐해, 인재의 발탁 등의 내용을 담은 시무 6조를 제시하는 등 국정 쇄신에 노력하였다. 영조의 탕평을 따르는 탕평파의 우두머리였고 노론측에서는 노론의 당론을 외면하고 임금의 뜻을 쫓아 아부한다는 비판을 받기도 했다. 조선 고종 때 사도세자가 장종으로 추존되면서 홍봉한도 부원군의 증직이 내려져 영풍부원군에 추봉되었다.
고구마를 처음 도입한 조엄은 그의 매제(妹弟)였으며, 그의 누이는 익종비 조대비의 증조할머니가 된다. 자는 익여(翼汝), 호는 익익재(翼翼齋), 시호는 익정(翼靖)이며, 본관은 풍산(豊山)이다.

## 생애

### 생애 초반
선조의 6대손이자, 정명공주와 영안위(永安尉) 홍주원(洪柱元)의 5세손이며, 수재(守齋) 홍현보(洪鉉輔)와 풍천임씨(豊川任氏)의 아들로, 좌의정 홍인한의 형이자, 정조의 외조부이다. 홍국영 일가 역시 그의 친족으로 8촌 형인 홍창한의 손자였다. 사도세자의 장인이자 혜경궁 홍씨의 친정아버지이다. 그는 일찍이 어머니를 여의고, 계모 성주 이씨에게서 이복동생 홍인한, 홍용한 등이 태어났다.
홍주원의 장남이 그의 고조부 홍만형이고, 홍주원의 차남인 홍만용은 후일 홍국영의 6대조가 된다.
그의 친할아버지 홍중기(洪重箕)는 우암 송시열의 문하생으로 음서로 주부와 정랑을 역임하였다. 아버지 홍현보는 대사헌과 대사간, 이조참판 등을 거쳐 예조판서에 이르렀으나 병을 앓다가 벙어리가 되어 말을 못했다고 한다. 홍현보는 사후 의정부 영의정에 증직되었다. 1735년(영조 11) 그는 증광과 생원시에 합격하여 생원이 되고, 같은 해 다시 진사시에 합격하여 진사가 되었다. 사마방목의 기록에 의하면 당시 그는 중시하로 부모와 조부모가 그 무렵까지도 생존하였다 한다. 그 뒤 음보로 참봉이 되었다. 그 뒤 1743년(영조 19년) 둘째 딸 혜경궁 홍씨가 세자빈으로 간택되었다. 그의 아버지 홍현보가 예조판서를 지냈고, 5대조 영안위 홍주원은 선조의 정실 사위이자 인목왕후의 딸 정명공주의 부군이었다. 그러나 정명공주의 재산은 대부분 홍현보의 형이자 장남인 홍석보에게 물려졌고 차남인 홍현보는 분가 때 저택과 노비 일부를 받은 걸로 보인다. 아버지 홍현보의 관직생활로 생활에 큰 무리는 없었으나 예조판서까지 지낸 아버지 홍현보가 사망하고 3년상을 치르는동안 생활이 곤란해졌다. 한중록에서 가난하다는 건 청빈함을 강조하면도 있지만 이때 3년간의 어려움에 대한 이야기이다. 3년상을 마친 지 얼마 안 되어 딸이 세자빈에 간택된다.

### 정치 활동

#### 과거 급제와 관료 생활
1735년 소과에 급제했으나 그해 성균관의 식점이 적다하여 5년간 과거응시 금지를 당한다. 5년후 1740년 다시 예조판서이던 아버지 홍현보가 사망함으로써 거의 8년간 과거를 볼 수 없었다. 부친의 삼년상이 끝나고 얼마안있어 과거를 보았지만 다섯명 뽑는데 5등안에 들었으나 시골사람이 합격자 명단에 없다하여 뒷순위가 합격하여 밀린다. 이때 영조는 아쉬워하며 홍봉한이 글을 잘하느냐고 물었고 신하들은 그가 자못 명성이 있다 답한다(19년 윤 4월 9일 승정원일기). 이때 영조가 홍봉한을 잘 봤는지 인상이 좋다며 사촌형이던 승지 홍상한에게 말을 했기에 집안에서 합격에 기대하는바가 컸다고 한다.   이후 음보(蔭補)로 참봉에 등용되어 세자익위사 세마로 있을 때인 1743년 딸이 세자빈(惠慶宮洪氏)으로 뽑혔다. 1744년(영조 20) 왕실의 경사를 기념하여 시행하는 정시문과에 특별히 을과로 급제, 사관(史官)이 되었다. 이후 여러 벼슬을 거쳐 45년 종이품으로 특진, 광주(廣州) 부윤이 되었다. 그가 갑자기 과거급제 직후 2년만에 종이품으로 승진하여 양사의 비판이 있었으나 왕이 특별히 무마시켰다. 이후 대사헌을 지냈다.
광주 부윤을 비롯하여 어영대장으로 오랫동안 활동하였으며, 예조참판으로 연접도감제조(延接都監提調)를 지낸 후 1752년에는 동지경연사, 53년에는 비변사당상으로 임진절목(臨津節目)을 편찬하는데 참여하였다. 1754년(영조 30) 비국당상(備局堂上)이 되어 청인(淸人)들이 애양책문(靉陽柵門) 밖에서 거주하며 개간하는 것을 금지하였다. 이어서 병조판서, 예조판서, 호조판서, 이조판서, 판의금부사 등을 지냈다.
1755년 구관당상(句管堂上)·평안도관찰사 등을 역임하고 이어 좌참찬에 승진하였으며, 1759년 세손사(世孫師)가 되었다.

#### 영의정 재임
1761년(영조 37년) 세자의 평양 원유사건으로 노론계 정승 이천보, 이후, 민백상 등이 자살한 뒤 일약 승진, 우의정에 발탁되었다. 1761년 우의정이 되고, 이어 좌의정을 거쳐 판돈녕부사(判敦寧府事)로 전임되었다가 1761년(영조 37) 영의정에 이르렀다. 세자에 대한 사건으로 파직되었다가 다시 좌의정이 되어 경외민(京外民)의 이동법(移動法)을 만들어 함부로 행동함을 금하였으며, 여러 가지 폐습과 관리의 협잡 등을 시정하는 한편 당습(黨習)의 제거·군사의 보충·독봉(督捧)의 폐해를 개혁하였다.
```
사도세자는 자신에게 정신질환과 우울증, 화증이 있음을 그에게 편지로 보내 호소하였다.
```

사도세자문제에 있어서 반대파(반탕평파)들에게 사도세자의 비행을 은폐한다는 비판을 받았다.

#### 사도세자 사망 이후
그해 윤 5월은 사위인 장헌세자가 뒤주 안에 갇혀 굶어 죽게 되었다. 그는 형식상 영의정 겸 세자사부로서 세자의 스승이라는 직책을 겸직하고 있었기에, 사직서를 내고 보름 동안 나가 있다가 다시 영의정으로 복직했다.
사도세자가 죽자 홍봉한은 정조의 외조부로서 영조의 총애를 받았다. 당시 그는 노론 벽파(僻派)의 공격에서 당시 세손이던 정조를 보호하는 역할을 하였다. 이때 그는 영조의 탕평책 정책에 적극 호응하는 탕평파에 가담했고, 곧 탕평파의 우두머리로 지목되었다.
1766년(영조42년) 계모의 3년상으로 물러났다가 1768년(영조 44) 다시 영의정이 되어 울릉도의 사적을 널리 조사하여 책을 만들어 일본인들의 점유를 미리 막게 하였으며, 1771년 영중추부사가 되어 청주의 한유(韓鍮)의 탄핵 상소를 받고 사직, 한편 사도세자의 서자인 은언군과 은신군을 물질적으로 후원하다가, 김귀주와 정후겸의 고변으로 영조에게 세손 대신 다른 왕손을 택군하려는 것으로 의심을 받기도 했다. 하지만 이때 홍봉한과 같이 처벌받은 사람은 세손의 장인인 김시묵과 정조대에 영의정까지 지낸 홍봉한의 5촌조카 홍낙성도 있었다. 이는 은언군과 은신군의 유배로 종결되었다.
1769년 세손 산은 흥은부위 정재화 등과 함께 기방에 출입했다가 화완옹주, 홍국영 등이 각각 목격했다. 이는 화완옹주, 홍국영 등이 각각 혜경궁 홍씨에게 알렸고, 혜경궁은 친정아버지 홍봉한을 찾아가 어린 세손이 사도세자와 같이 될까봐 염려된다며 사건 수습을 요청했다. 홍봉한은 개입하기를 거절했고, 혜경궁은 단식농성을 했다. 홍봉한이 나서서 기생들을 유배보내고 세손에게 후보고를 한 후 사건을 수습했다. 이는 왕조실록에는 기록되지 않았으나, 혜경궁 홍씨의 한중록에 언급되었다.

### 생애 후반
1772년(영조 48) 또다시 봉조하의 직을 받았다.
정조가 즉위한 뒤, 정조의 생부인 사도세자의 죽음에 대한 책임으로 공격을 받았다. 1776년 3월 동부승지 정이환(鄭履煥)으로부터 사도세자가 갇혀 죽게 된 뒤주를 영조에게 바친 일과, 이복동생 홍인한과 함께 권력을 남용했다며 탄핵을 당했으나 정조가 뒤주는 영조의 말을 빌어 반박하고 이복동생 홍인한과는 평소 사이가 안좋아 문정까지 따로 세울 정도였다고 변호해준다. 이어 부교리 송환억(宋煥億), 현감 민창렬(閔昌烈)로부터 그가 권력을 남용했다며 왕망 등에 비유한 탄핵 상소를 올렸다. 부수찬 윤동만(尹東晩)으로부터 홍인한, 정후겸과 함께 탄핵당하였지만 정조가 무마시켜서 돌려보냈다. 4월 공조 참판이 된 정이환이 다시 홍봉한을 탄핵하는 상소를 올렸다가 정조로부터 정이환이 김귀주의 사인이라며 어디다 쓰겠냐는 모욕까지 당한다.
1776년 8월에는 영남 유생 이응원(李應元)의 탄핵을 받고, 성균관과 사부학당 유생들은 홍봉한을 규탄하는 상소를 올렸다. 이후에도 여러 번 홍봉한 탄핵 상소가 올라왔지만 정조는 애초에 외조부를 처벌할 마음이 없었고 즉위직후부터 계속 동생의 일로 걱정하지 말고 빨리 궁에 들어오라며 돈유하는 글을 내린다(일성록 즉위4월부터 6월까지). 이후 홍낙임을 공식적으로 무죄처분한것을 지켜본후 궁에 들어와 혜경궁과 정조를 만나 회포를 푼다
1778년 12월 4일 한성부에서 66세의 나이로 사망하였다. 정조는 친히 그의 장례식에 쓸 동원 비기(東園秘器)를 내리고, 직접 장례식을 보러 가려 했으나 승정원의 반대로 취소하였다.

### 사후
그때 정조가 부원군(府院君)의 장례에 준하여 장사케 하고, 3년 동안 녹봉을 지급하게 하였으며, 1784년(정조 8) 익정공의 시호를 내리고 제사하였으며, 홍낙임과 함께 홍봉한의 상소를 모아 문집까지 편집하고 서문까지 쓴다. 1843년(헌종 9) 체천(遞遷) 않는 은전을 베풀었다.
시신은 경기도 고양군 신혈면 문봉리(현, 고양시 일산동구 문봉동)에 매장되었다. 고종 때 사도세자가 왕으로 추존되고, 혜경궁홍씨도 왕비로 추상되면서 영풍부원군에 추증되었다. 시호는 익정이다. 후일 1974년 4월에 오석으로 묘비문이 세워졌다.
그의 누이는 중 한명은 조엄에게 시집갔는데, 그를 통해 홍봉한은 익종비 조대비의 증외종조부가 된다.

## 저서
- 《어정홍익정공주고 御定洪翼靖公奏藁》- 홍봉한의 저서가 아니라 정조가 외조부의 상소들을 모아 편집한 책이다
- 《정사휘감 正史彙鑑》
- 《익익재만록》
- 《동국문헌비고》등

## 사상
노론이면서도 탕평파에 속한 그는 특히 당파 싸움을 없앨 것과 인재를 뽑아 등용시킬 것을 왕에게 적극 건의하였다. 시무 6조를 올려 그는 당쟁의 해소와 인재 채용을 적극 건의했다. 그밖에도 여러 가지 좋지 않은 미신, 풍습과 관리들의 부패를 막는 등 여러 가지로 백성들의 어려움을 덜어 주기 위해 노력하였다. 영조를 도움으로써 조선 후기 문화 부흥에 기여하였다.
정조는 외조부의 상소들을 모아 주고를 편찬하고 직접 서문을 썼는데 그 서문에서 "공은 주상의 남다른 예우에 감격하여 평탄한 일이건 험한 일이건 가리지 않고 예악(禮樂), 병농(兵農), 헌도(憲度), 강기(綱紀) 등에 있어 주상과 허다한 의견을 교환하는 사이에 모든 것을 자기 책임하에 처리하려고 하였고, 언제나 공무를 마치고 물러 나와서는 은퇴한 장신(將臣)이나 노리(老吏)들을 상대로 나라 운영에 있어 잘 되어 가는 점과 잘못되어 가는 점을 물어 폐단이 있으면 다 바로잡고, 바로잡았다하면 다 좋게 바로잡았기 때문에 조야(朝野) 모두가 거의 40년 동안이나 그를 의지하고 존중하였던 것이다"라고 하였다.

## 가족 관계
- 증조부 : 홍만용(洪萬容), 홍주원(洪柱元)의 아들
- 조부 : 홍중기(洪重箕)
  - 백부 : 홍석보(洪錫輔, 1672~1729)
    - 사촌 : 홍상한(洪象漢) - 선의왕후의 사촌제부, 홍낙성의 아버지

  - 생부 : 홍현보(洪鉉輔, 1680 ∼ 1740년 음력 윤 6월 10일)
  - 생모 : 풍천 임씨(任氏, 공조판서 임방(任埅)의 딸)
    - 동복 누이
    - 동복 누이
    - 동복 누이: 신정왕후 조대비의 증조모 . 조엄의 아내

  - 계모 : 성주 이씨
    - 이복 동생 : 홍인한(洪麟漢)
    - 이복 동생 : 홍준한(洪俊漢)
    - 이복 동생 : 홍용한(洪龍漢) - 홍용한의 처는 홍봉한의 처조카이다. 즉, 홍봉한의 동서 송재희의 딸

  - 부인 : 한산부부인 한산이씨(1713 ~ 1755) - 이집의 딸로 여동생중 하나가 김조순의 조모
    - 아들 : 홍낙인(洪樂仁)-홍낙인의 처는 인현왕후의 부친인 민유중의 증손녀이다.
      - 손자 : 홍수영(洪守榮)

    - 차녀 : 혜경궁 홍씨(1735 ~ 1816)
    - 사위 : 사도세자
    - 아들 : 홍낙신(洪樂信)
    - 아들 : 홍낙임(洪樂任, 1741 ~ 1801) 첫번째 부인이 임천조씨인데 연암박지원이 그녀에 죽음을 추모하는 시를 홍낙임에게 부탁받아 썼다 "만조숙인"
    - 아들 : 홍낙륜(洪樂倫)- 정조의 한글편지에나오는 돌아재가 홍낙륜으로 정조와 2살차이 친구처럼 지낸 삼촌, 홍낙륜의 처(妻)가 효의왕후와 4촌
    - 삼녀 : 풍산 홍씨 (1747?~?)
    - 사위 : 이복일 (1745~?)

  - 소실 : 김해 김씨
    - 서자 : 홍낙좌
    - 서자 : 홍낙우
    - 서자 : 홍낙동
    - 서자 : 홍낙이
- 종증조부 : 홍만형(洪萬衡) - 증조부 홍만용의 동생, 홍국영과 원빈 홍씨의 5대조

## 홍봉한을 연기한 배우
- 1989년 KBS2 하늘아 하늘아 김흥기
- 1989년 MBC 조선왕조 오백년 한중록 정욱
- 1991년 KBS1 《왕도》 신구
- 1998년 MBC 《대왕의 길》 한인수
- 2008년 MBC 《이산》 신충식
- 2008년 뮤지컬 《화성에서 꿈꾸다》 박일규
- 2011년 SBS 《무사 백동수》 박일규
- 2014년 SBS 《비밀의 문》 김명국

### 영화
- 2015년 《사도》 - 배우 : 박원상

## 같이 보기
| - 노론 - 임오화변 - 혜경궁 홍씨 - 사도세자 - 정조 - 의소세손 - 효장세자 - 영조 - 정후겸 - 홍인한 - 홍계희 - 김귀주 - 김관주 - 김상로 - 어유구 | - 탕평파 - 홍계희 - 윤급 - 조현명 - 조문명 - 문성국 - 나경언 - 은언군 - 은신군 - 은전군 - 조재호 - 홍창한 - 김한구 - 김선경 | - 영창대군 - 정명공주 - 홍현보 - 홍석보 - 홍상한 - 홍국영 - 김귀주 - 김종수 |

## 주해
1. ↑  봉사손의 대수(代數)가 다한 신주를, 최장방 곧 사대손 가운데 가장 항렬이 높은 사람이 제사를 받들기 위하여 자기 집으로 옮겨 가는 일을 가리킨다. 최장방이 죽었을 때에는 그 다음 최장방의 집으로 옮기는데, 최장방이 없을 때에는 무덤 앞에 묻는 것이 보통이다. 이때 체천을 않는다는 말은 왕실에서 계속 제사를 드리게 하려고 최장방의 집으로 옮기지 못하게 했다는 뜻이고, 유교 사회에서는 큰 영광이 되는 일이었다.

## 참고 문헌
- 이 문서에는 다음커뮤니케이션(현 카카오)에서 GFDL 또는 CC-SA 라이선스로 배포한 글로벌 세계대백과사전의 〈〈제도의 변화〉〉 항목을 기초로 작성된 글이 포함되어 있습니다.